# José Cerviño García
José Cerviño García (Aguasantas, Cotobad, 23 de mayo de 1843 - Aguasantas, 4 de enero de 1922) fue un cantero y escultor gallego conocido por ser el autor del Crucero de Hío, en la localidad pontevedresa de Cangas de Morrazo y de otras obras en Galicia.

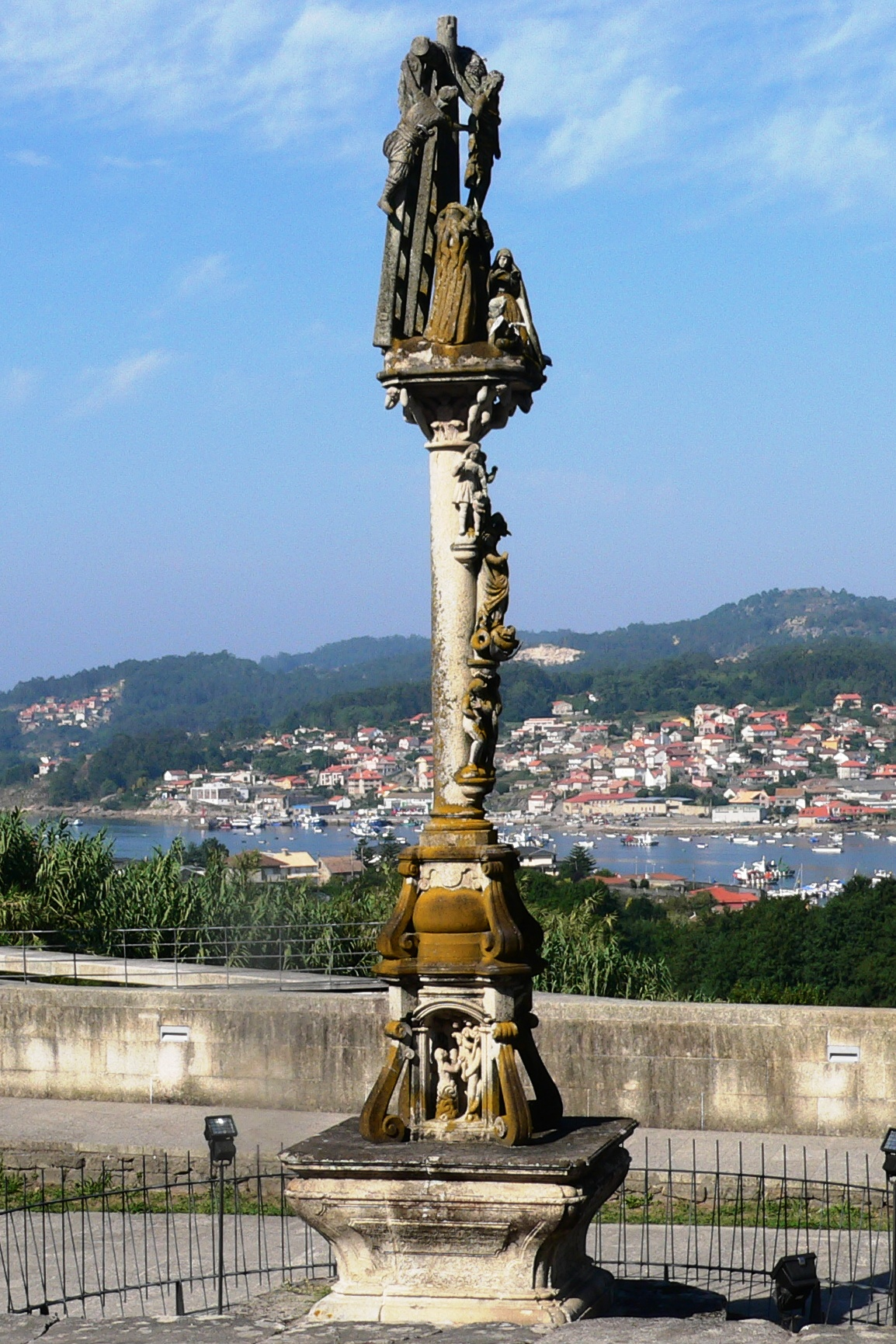
Crucero de Hío.

## Vida y obra
Cerviño nació en el lugar de A Pena, en la parroquia gallega de Aguasantas, en el municipio pontevedrés de Cotobad, en 1843. Era el mayor de los cinco hijos que tuvieron sus padres, Manuel Cerviño y Rosalía García Suárez. Cerviño procedía de una familia de canteros y escultores, cuyas obras fueron realizadas principalmente en la comarca de Pontevedra.
José Cerviño García, conocido como Maestro Cerviño o Pepe da Pena, por su lugar de origen, dio muestras de su gran talento escultórico desde muy joven. Antes de cumplir los treinta años (1872) erigió el conocido Crucero de Hío en el ayuntamiento de Cangas de Morrazo. Castelao alabaría su obra afirmando que "Cerviño [por error escribe Calviño] fue genial, revolucionario, capaz de transformar cruceiros en grandes calvarios, al estilo de los que se levantan en Bretaña. Estaba poseído de su genialidad, hasta el punto de salir más caro por el vino que bebía, que por el dinero que cobraba".
Entre las muchas otras obras que nos legó el Maestro Cerviño se pueden contar las siguientes:
- La escalera de caracol restaurada en el Convento de Santo Domingo de Bonaval, en Santiago de Compostela.
- La Santa Cena y El Cristo Muerto, en Cangas de Morrazo, dos imágenes de las procesiones de la Semana Santa de dicha localidad.
- Capilla del Pazo de Eugenio Montero Ríos, político y jurista español, y en la iglesia de San Andrés, en Lourizán, Pontevedra.

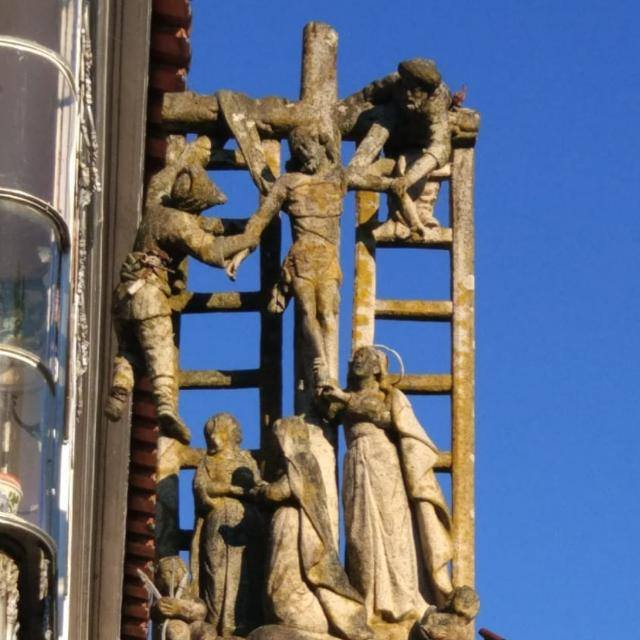

- Restauración de la iglesia de Santa María de Aguasantas, parroquia natal del Maestro Cerviño.
- Varios panteones del cementerio de Aguasantas.
- Varios panteones en los cementerios de Antas (La Lama), construido en 1873 y Valongo (Cotobad) sobre 1880
- Existen dudas acerca de si los panteones de Lantaño (Portas) y Lois (Ribadumia) son obra suya o de algún discípulo o coetáneo; la similitud entre ellos permite al menos dirigir su autoría hacia José Cerviño.
- Panteón de la familia Candeira en el cementerio de Celeiros (Ponteareas), construido en 1871.
- Cantería de las iglesias de Santa María de Beariz (provincia de Orense) y Santiago de Viascón (Cotobad).
- Un Sagrado Corazón para la iglesia de San Andrés de Valongo (Cotobad).
- Diversas imágenes religiosas, retablos y campanarios en varias iglesias de la comarca del Morrazo.
- "Cruceiro de Fortes" (1.890-1.900); conocido popularmente como "Cruceiro das Cachadas". Descendimiento con otras figuras al pie de la obra. Perteneciente a los descendientes de la propia familia Fortes, está situado como remate del portal principal de una casa de labranza construida en 1.890 en el barrio de As Cachadas, municipio de Ponteareas (Pontevedra).

José Cerviño García se casó en dos ocasiones, y tuvo descendencia. Falleció pobre y ciego en su localidad natal, donde está enterrado junto con varios miembros de su familia.